# Le Sourire

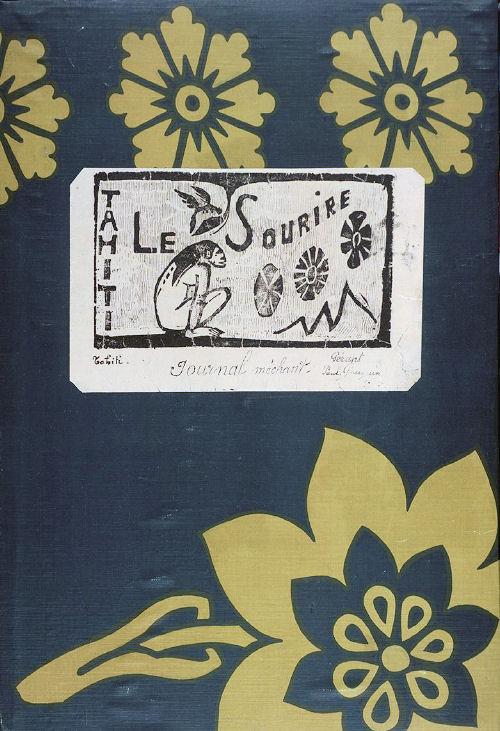
Coberta del recull de Le Sourire dedicat a Daniel de Monfreid

Le Sourire va ser un periòdic mensual editat per Paul Gauguin entre agost de 1899 i abril de 1900, durant els últims anys que va estar a Tahití abans d'anar a les Marqueses. A més del contingut satíric i humorístic sobre la vida a la colònia, va incloure unes xilografies com a capçalera amb el títol.

## Edicions
El títol de Le Sourire (el somriure) probablement està inspirat en la revista humorística il·lustrada Le Rire (el riure) de París, on hi participaven artistes com Toulouse-Lautrec. El subtítol era primer «Journal sérieux» (diari seriós) canviat a partir del número de desembre de 1899 a «Journal méchant» (diari malèvol). L'octubre de 1899 es va crear a París una altra revista amb el títol de Le Sourire.
És escrit a mà i imprès en format infoli, és a dir, en un full gran plegat per la meitat formant quatre pàgines. Els fulls tenen una mida mitjana de 36 x 26 cm resultant les pàgines de 18 x 26 cm. Tres dels números porten un suplement de dues pàgines en mig full.
En total consta de nou números mensuals, entre agost de 1899 i abril de 1900. No es coneix el nombre d'exemplars de cada número. S'estima que no deurien ser més d'una trentena. En el número d'octubre diu que ha tirat vint-i-un exemplars i que cal afegir-ne quatre però gratis pel dipòsit legal. Els números són multicopiats amb el sistema d'Edisson, un tipus de ciclostil anomenat mimeògraf o limeògraf. Aquest sistema només permetia un nombre petit d'exemplars amb una qualitat que anava minvant en cada còpia.
Dos dels números, més una xilografia, indiquen el preu de 3 raira, que són 3 rals o un franc i mig. Escriu a Daniel de Monfreid que «malauradament, se'ls passen de mà en mà i en venc molt pocs», però afegeix que aconsegueix quasi cinquanta francs al mes. En el número de març de 1900 diu que l'ofereix gratis pel governador.
Un avís afegit al suplement d'octubre diu que es poden trobar exemplars a casa de l'impressor Mr. Coulon de Papeete.

## Gravats

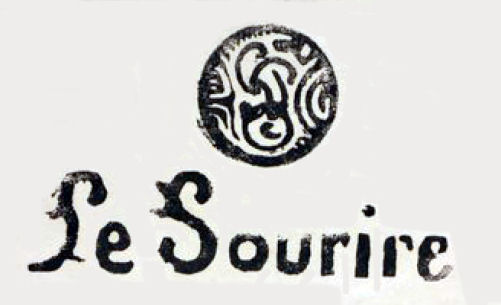
Títol i segell amb el monograma PGo

En els tres primers números hi va fer alguns dibuixos senzills amb ploma, serigrafiats i després acolorits a l'aquarel·la. En el primer número deia que és «l'únic periòdic il·lustrat de Tahití». El títol era una xilografia (K57) estampada en l'original ciclostilat, i hi va afegir un segell amb el monograma PGo (K56).
Degut a la mala qualitat de la impressió, a partir del quart número els va substituir per capçaleres gravades que incloïen el títol. Va fer quinze planxes de fusta, de les que en va utilitzar efectivament nou. Estampava manualment cada exemplar, i en alguns números no era sistemàtic, utilitzant diferents estampats en diferents exemplars.

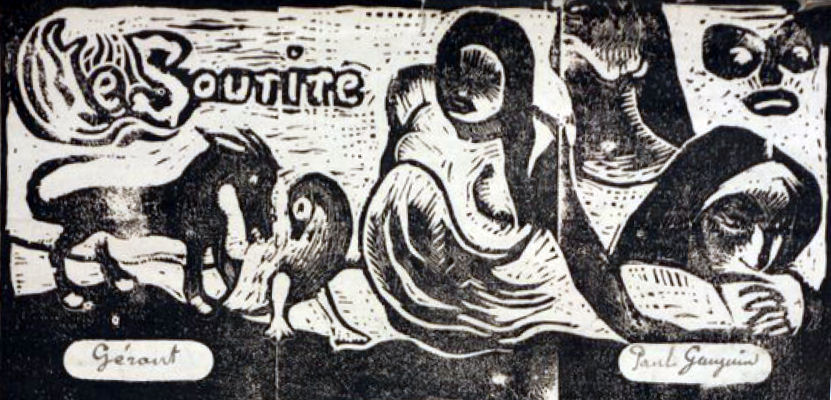
Títol novembre 1899 (K58)
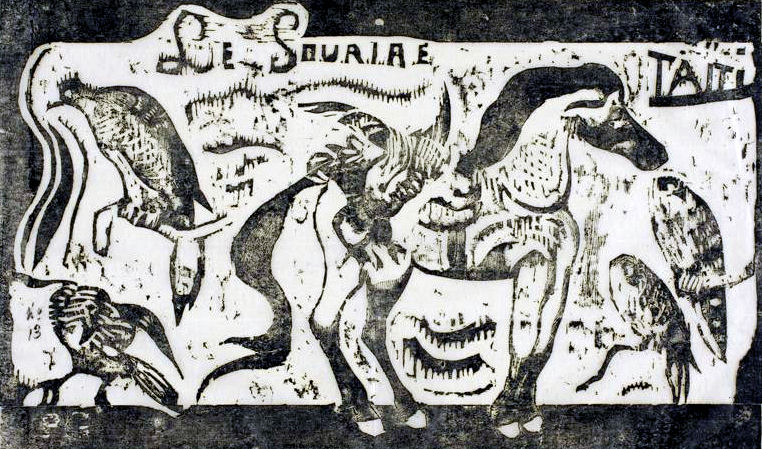
Títol desembre 1899 (K61)
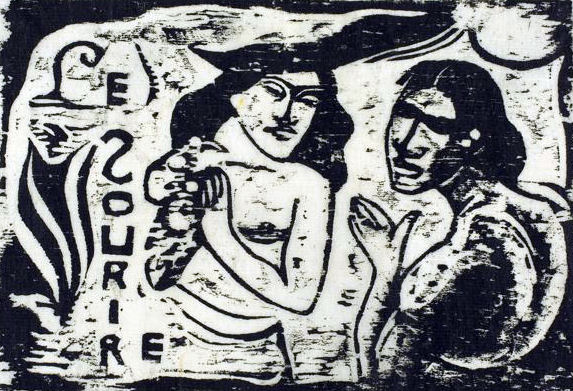
Títol gener 1900 (K62)
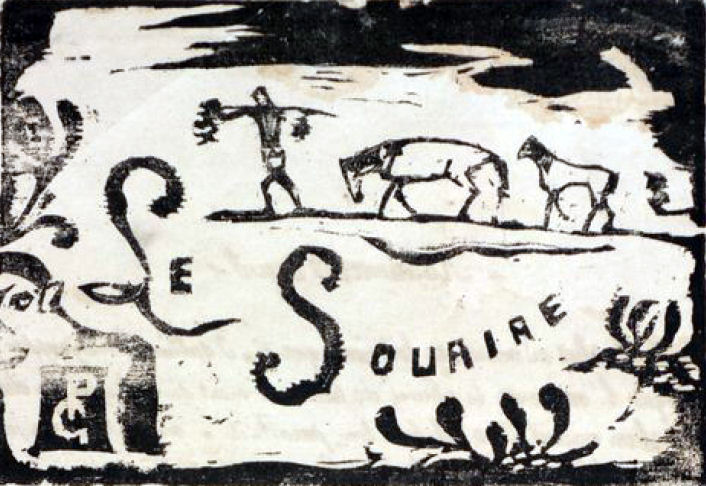
Títol febrer 1900 (K63)
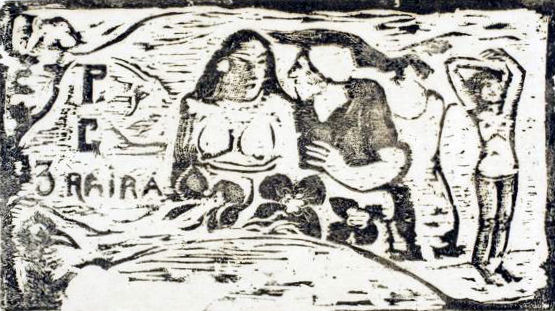
Títol no publicat (K68)
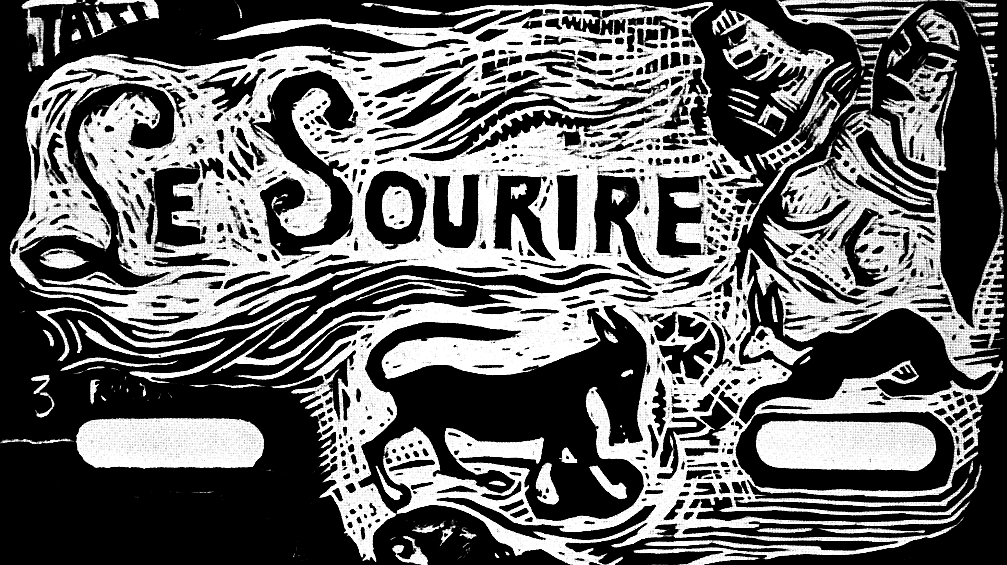
Títol no publicat (K69)
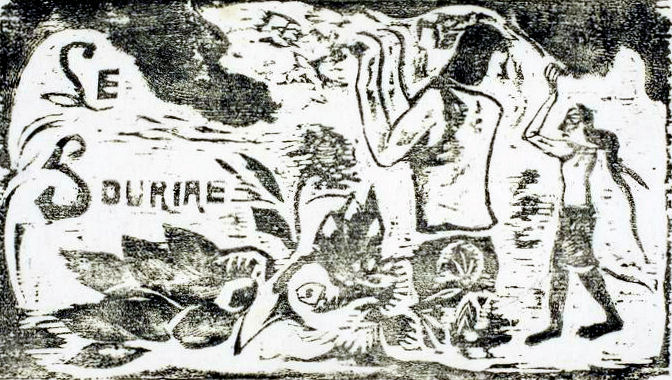
Títol no publicat (K70)
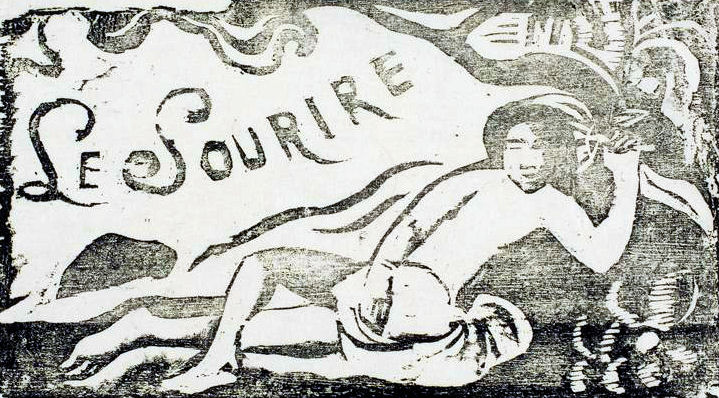
Títol no publicat (K72)

En els últims números va fer xilografies de pàgina sencera.

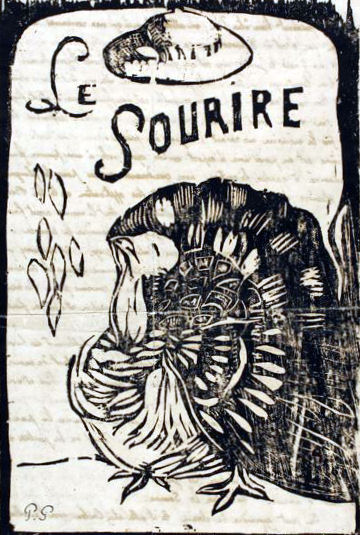
El gall dindi, març 1900 (K65)
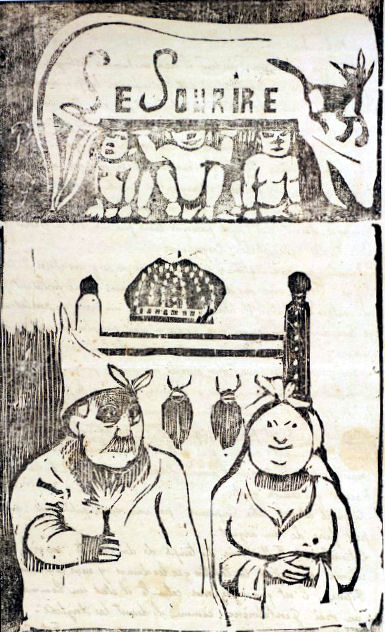
Gaspard i la seva dona, abril 1900 (K67)
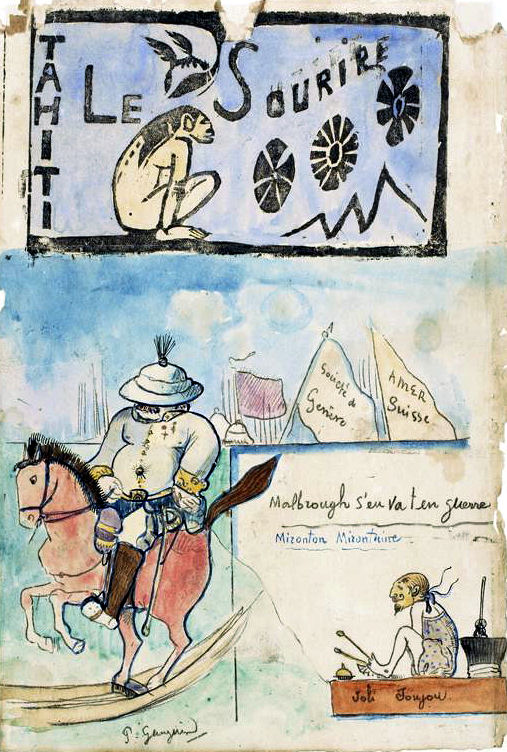
Caricatura del governador Gallet, no publicat (K73)
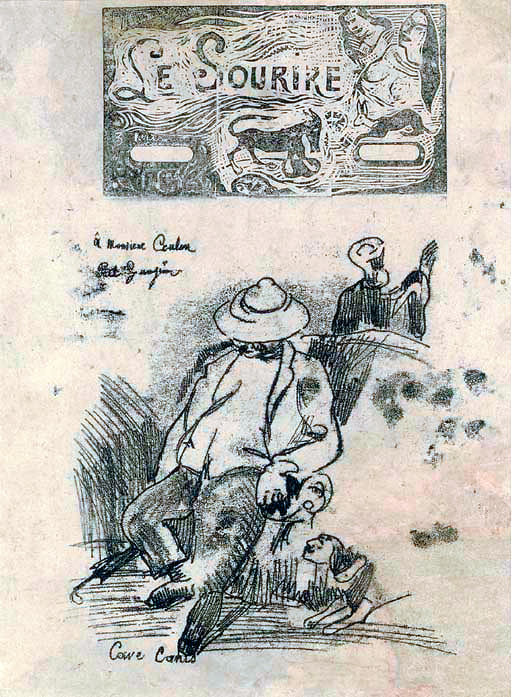
Governador Gallet i gos amb cap de Gauguin (Cave Canis), no publicat

Gauguin diu que els seus gravats són interessants perquè tornen als primers temps de l'art, en lloc de semblar fastigosament fotografies. Afegeix que està segur que acabaran tenint cert valor, ja que són diferents de tot el que es fa.

## Periodisme
A principi de 1899, Gauguin va viure els moments més difícils a Tahití. Malalt, sense diners i mal vist pels colons i l'administració, es va posar a treballar en una oficina per sis francs al dia. Escrivia a Maurice Denis: «obligat a trobar una mica de pa, de fer alguns treballs poc intel·lectuals, ja no pinto més, només els diumenges.» El periodisme se li presenta com una oportunitat per lluitar pel reconeixement i respecte.
Gauguin escriu ràpid, amb bona cal·ligrafia sense esborralls, i esdevé un polemista apreciat pels seus lectors en un medi on les distraccions són escasses. Escriu a Daniel de Monfreid que es troba millor, ja que la gent el comença a témer i respectar, que és millor fer enemics que tenir la gent indiferent
Encara que el propòsit és protestar contra l'administració colonial, la seva lectura és amena sota un format enginyós i humorístic. Només en els dos darrers números el seu estil és més punyent quan descriu «l'incident Dorney en la seva crua nuesa» i altres casos judicials arbitraris. El principal objecte de mofa és Gustave Gallet, governador entre 1896 i 1901, però també critica amb ironia als missioners protestants, la burocràcia de l'administració, el sistema judicial i la influència econòmica dels immigrants xinesos.
A banda de la seva crítica, en el número de novembre comenta l'obra Ubú rei (1896), d'Alfred Jarry. Després reprodueix un paràgraf del Suplement al viatge de Bougainville (1795), de Diderot, i hi afegeix un poema de Charles Morice del llibre escrit en comú Noa Noa: «els déus són morts i Tahití mor de la seva mort...». En el número d'agost, explica una obra de teatre local sobre el personatge Anna Demonio, que prové d'un indret salvatge de les muntanyes de Catalunya, una noia de cor fred i cos ardent que creu en l'amistat i no en l'amor ni en el matrimoni.
Les dificultats financeres van fer que deixés de publicar Le Sourire per assumir el càrrec millor remunerat de redactor en cap de Les Gûepes. El 1901, malalt i desanimat, va partir cap a les Marqueses. Allà va ser rebut calorosament per un grup de lectors de Les Gûepes, però amb el canvi va posar final a la carrera periodística.

## Historial
Gauguin es va mostrar orgullós del seu periòdic. Alguns paràgrafs els reprodueix literalment després en el seu recull autobiogràfic Avant et Après, a més d'estampar de nou alguns gravats de fusta en l'Àlbum Noa Noa.
Pel fet que hi hagués pocs exemplars, i que passessin per diferents lectors, només es coneixen tres col·leccions completes de tots els números. Dues són de propietat privada i la tercera és de la col·lecció de Bjarne Kroepelien, des del 1981 propietat de la Universitat d'Oslo i dipositat al Museu Kon Tiki.
Gauguin va preparar un recull complet pel seu amic Daniel de Monfreid (Recueil). El va embolicar amb un pareo blau amb flors grogues, i hi va enganxar com a portada una xil·lografia on representa al governador Gallet com a simi. La dedicatòria de Gauguin a Daniel diu:
«És Le Sourire; somriure malèvol que va fer empal·lidir molta gent; gent malèvola […] Vulgar de vegades però mordent - Va ser necessari - I va ser la victòria.»
Les planxes de fusta van ser trobades a Tahití el 1910 per M. R. Stepanik. Avui són a la Galeria Nacional de Praga.
El 1952 es va editar la col·lecció completa en facsímil, a partir de la col·lecció Kroepelien, amb una introducció i notes de Louis-Joseph Bouge, governador dels Establiments Francesos d'Oceania entre 1928 i 1930.